# Adams Peak
Der Adams Peak ist ein 1540 m hoher Berg an der Ostflanke des Starshot-Gletschers, der 3 km südlich des Heale Peak in der Surveyors Range aufragt.
Teilnehmer der New Zealand Geological Survey Antarctic Expedition (1960–1961) benannten ihn nach dem neuseeländischen Geodäten Charles William Adams (1840–1918), der 1883 den geographischen Längengrad, der über dem Stadtteil Mount Cook in Wellington verläuft, als Bezugsgröße für alle neuseeländischen Landvermessungen bis 1949 etablierte.